# São Luis do Piauí
São Luis do Piauí là một đô thị thuộc bang Piauí, Brasil. Đô thị này có diện tích 219,895 km², dân số năm 2007 là 2550 người, mật độ 11,6 người/km².